# Кремёнки (Новоульяновск)
Кремёнки — упразднённое в 1980 году село, вошедшее в черту города Новоульяновск Ульяновской области России. Ныне микрорайон «Кремёнки» Новоульяновска.

## География
Располагалось на берегу Куйбышевского водохранилища реки Волги и речки Кремёнке. Ближайшие села: Панская Слобода в 5 км, Большие Ключищи в 10 км. Расстояние до Ульяновска 22 км. 

## История
Кремёнская слобода, будущее село Кремёнки, возникло в середине XVII века. Первые жители несли охрану на подступах к Симбирску и Симбирской черте.
Из «Описи слободам Арбугинских полях» за 1678 год, «всего в Кременской слободе 95 дворов крестьянских, людей в них 310 человек, 55 дворов бобыльских, людей в них 127 человек, обоего 150 дворов, людей в них 437 человек».
Население здесь занималось в обширных размерах садоводством. 
Когда была построена в с. Кремёнках первая церковь сведений не сохранилось, известно лишь, что в 1759 году её заново отремонтировали, а 1 февраля 1870 года она сгорела. 9 февраля того же года общество стало строить молитвенный дом, который вскоре был обращён в церковь во имя св. мученицы Параскевы и впоследствии пожертвован в село Кайбелы Ставропольского уезда Самарской губернии, на месте же его сгоревшего храма построена деревянная церковь, освящённая 28 октября 1871 года во имя Св. Троицы, с приделом — во имя св. великомученицы Параскевы   Пятницы. Из священных вещей, находящихся в церкви — напрестольный крест, серебряный вызолоченный, на задней стороне которого надпись показывает, что в кресте заключаются: часть ризы Господней, часть креста Господня и частицы мощей: Иоанна Предтечи, евангелиста Луки, Федора Тирона, Косьмы и Дамиана и Дмитрия Солунского. В полутора верстах от с. Кремёнок, в стороне от дороги в с. Ключищи, стоит просторная деревянная часовня. Часовня эта поставлена на том месте, где по преданию, явилась икона св. Великомученицы Параскевы Пятницы. В церкви Кремёнок в начале 1920-х годов служили двое священников — Пётр Юрьев и протоиерей Симеон Юстов.
В 1780 году село Кремёнки, при речке Кремёнке, ясашных крестьян, экономических крестьян, не знающих своих помещиков крестьян, из Симбирского уезда вошло в состав Сенгилеевского уезда.
В 1851 году село вошло в состав Симбирского уезда.
На 1859 год село Кремёнки, удельных крестьян, на почтовом тракте из г. Симбирска в г. Оренбург, входило в состав 2-го стана Симбирского уезда. В селе имелось: церковь и почтовая станция.
В 1873 году в селе открылась земская школа.
На 1913 год в селе имелось: церковь, часовня, земское училище, церковно-приходская школа, этапный дом, две паровые мельницы.
В 1918 году в селе создан Кремёнский сельсовет.
В 1928 году церковь в Кременках сгорела.
В 1930 году был образован колхоз «Первенство».
В апреле 1956 года, возле села начато строительство цементного завода и рабочего посёлка, с 1961 года — рабочий посёлок Новоульяновск.
На 1974 год в Кремёнский сельсовет входили: с. Кремёнки, п. 1 отд. совхоза «Приволжский», п. УЧХОЗ, п. Центральная усадьба совхоза «Приволжский».
Решением Ульяновского облисполкома № 890 от 27 декабря 1980 года центр Кремёнского сельсовета Ульяновского района перенесён из с. Кремёнки в посёлок центральной усадьбы совхоза «Приволжский» (ныне п. Липки), Кремёнский сельсовет переименован в Приволжский сельсовет, а село Кремёнки Ульяновского района вошло в состав города Новоульяновск.

## Население
- На 1678 год в Кремёнской слободе в 150 дворах жило 437 человек[3].
- На 1780 год в селе Кремёнки жило 597 ревизских душ[7].
- На 1859 год — в 231 дворе жило: 915 муж. и 1019 жен.[8]
- На 1900 год — в 537 дворах жило: 1593 м. и 1648 ж.[4]
- На 1913 год — в 766 дворах жило: 1979 муж. и 2010 жен.[9]
- На 1930 год — в 988 дворах жило 4496 человек[12].

## Известные уроженцы, жители
- Чернышёв Михаил Васильевич — советский художник-живописец, монументалист, член Санкт-Петербургского Союза художников.
- Курин Алексей Васильевич — Герой Советского Союза (1945).
- Валевский Александр Николаевич — русский офицер, участник Первой мировой войны, Белого движения и Гражданской войны в России. В Кремёнках работал учителем русского языка и литературы[13].

## Память
- Одна из улиц, где находилось село, названа «Кремёнская улица»[14].